# Paramantispa ambusta
Paramantispa ambusta is een insect uit de familie van de Mantispidae, die tot de orde netvleugeligen (Neuroptera) behoort. 
Paramantispa ambusta is voor het eerst wetenschappelijk beschreven door Erichson in 1839.